# Meliboeus royi
Meliboeus royi es una especie de escarabajo del género Meliboeus, familia Buprestidae. Fue descrita científicamente por Descarpentries en 1958.